# Latas
Latas  – miejscowość w Hiszpanii, w Aragonii, w prowincji Huesca, w comarce Alto Gállego, w gminie Sabiñánigo, 54 km od miasta Huesca.
Według danych INE z 1999 roku miejscowość zamieszkiwało 11 osób. Wysokość bezwzględna miejscowości jest równa 900 metrów.